# Lista de inscrições ao Oscar de melhor filme internacional em 2020
Lista de inscrições ao Oscar de melhor filme internacional para o Oscar 2020, a 92ª edição da premiação. O prêmio é concedido anualmente pela Academia a uma longa-metragem produzida fora dos Estados Unidos que contenha principalmente diálogos em outros idiomas. A categoria era anteriormente chamada de melhor filme estrangeiro, mas foi alterada em 2019 para melhor filme internacional.
Para concorrer na edição de 2020 do Óscar, os filmes inscritos deviam ter sido lançados nos cinemas nos seus respectivos países entre 1 de outubro de 2018 e 3 de setembro de 2019. Três países enviaram um filme pela primeira vez: Gana, Nigéria e Uzbequistão. O filme nigeriano foi desqualificado por ter a maior parte dos diálogos em inglês.

## Filmes inscritos
| País                 | Título em inglês                   | Título original                                                              | Idiomas                            | Direção                              | Resultado       |
| -------------------- | ---------------------------------- | ---------------------------------------------------------------------------- | ---------------------------------- | ------------------------------------ | --------------- |
| Afeganistão          | Hava, Maryam, Ayesha               | حوا، مریم، عایشه (Hava, Maryam, Ayesha)                                      | Persa                              | Sahraa Karimi                        | Não qualificado |
| Albânia              | The Delegation                     | Delegacioni                                                                  | Albanês, Francês                   | Bujar Alimani                        | Não indicado    |
| Argélia              | Papicha                            | Papicha                                                                      | Árabe, Francês                     | Mounia Meddour                       | Não indicado    |
| Argentina            | Heroic Losers                      | La odisea de los giles                                                       | Espanhol                           | Sebastián Borensztein                | Não indicado    |
| Armênia              | Lengthy Night                      | Էրկեն Կիշեր                                                                  | Armênio                            | Edgar Baghdasaryan                   | Não indicado    |
| Austrália            | Buoyancy                           | Buoyancy                                                                     | Khmer, Thai                        | Rodd Rathjen                         | Não indicado    |
| Áustria              | Joy                                | Joy                                                                          | Inglês, Alemão                     | Sudabeh Mortezai                     | Não qualificado |
| Bangladesh           | Alpha                              | আলফা                                                                          | Bangla                             | Nasiruddin Yousuff                   | Não indicado    |
| Bielorrússia         | Debut                              | Дебют                                                                        | Russo                              | Anastasiya Miroshnichenko            | Não indicado    |
| Bélgica              | Our Mothers                        | Nuestras madres                                                              | Espanhol                           | César Díaz                           | Não indicado    |
| Bolívia              | I Miss You                         | Tu me manques                                                                | Espanhol, Inglês                   | Rodrigo Bellott                      | Não indicado    |
| Bósnia e Herzegovina | The Son                            | Sin                                                                          | Bósnio                             | Ines Tanović                         | Não indicado    |
| Brasil               | Invisible Life                     | A vida invisível                                                             | Português                          | Karim Aïnouz                         | Não indicado    |
| Bulgária             | Ága                                | Ага                                                                          | Yakut                              | Milko Lazarov                        | Não indicado    |
| Camboja              | In the Life of Music               | តន្រ្តីជីវិត                                                                      | Khmer, Inglês                      | Caylee So, Sok Visal                 | Não indicado    |
| Canadá               | Antigone                           | Antigone                                                                     | Francês                            | Sophie Deraspe                       | Não indicado    |
| Chile                | Spider                             | Araña                                                                        | Espanhol                           | Andrés Wood                          | Não indicado    |
| China                | Ne Zha                             | 哪吒之魔童降世 (Nézhā zhī Mótóng Jiàngshì)                                   | Chinês                             | Jiaozi                               | Não indicado    |
| Colômbia             | Monos                              | Monos                                                                        | Espanhol                           | Alejandro Landes                     | Não indicado    |
| Costa Rica           | The Awakening of the Ants          | El despertar de las hormigas                                                 | Espanhol                           | Antonella Sudasassi                  | Não indicado    |
| Croácia              | Mali                               | Mali                                                                         | Croata                             | Antonio Nuić                         | Não indicado    |
| Cuba                 | A Translator                       | Un Traductor                                                                 | Espanhol, Russo                    | Rodrigo Barriuso, Sebastián Barriuso | Não indicado    |
| Chéquia              | The Painted Bird                   | Nabarvené ptáče                                                              | Intereslavo                        | Václav Marhoul                       | Pré-lista       |
| Dinamarca            | Queen of Hearts                    | Dronningen                                                                   | Dinamarquês, Sueco                 | de maio de el-Toukhy                 | Não indicado    |
| República Dominicana | The Projectionist                  | El proyeccionista                                                            | Espanhol                           | José María Cabral                    | Não indicado    |
| Equador              | The Longest Night                  | La mala noche                                                                | Espanhol                           | Gabriela Calvache                    | Não indicado    |
| Egito                | Poisonous Roses                    | ورد مسموم                                                                    | Árabe                              | Fawzi Saleh                          | Não indicado    |
| Estónia              | Truth and Justice                  | Tõde ja õigus                                                                | Estoniano                          | Tanel Toom                           | Pré-lista       |
| Etiópia              | Running Against the Wind           | የንፋሱ ፍልሚያ (Yenifasu Filmya)                                                  | Amharic                            | Jan Philipp Weyl                     | Não indicado    |
| Finlândia            | Stupid Young Heart                 | Hölmö nuori sydän                                                            | Finlandês, Somali                  | Selma Vilhunen                       | Não indicado    |
| França               | Les Misérables                     | Les Misérables                                                               | Francês                            | Ladj Ly                              | Indicado        |
| Geórgia              | Shindisi                           | შინდისი                                                                      | Georgiano                          | Dito Tsintsadze                      | Não indicado    |
| Alemanha             | System Crasher                     | Systemsprenger                                                               | Alemão                             | Nora Fingscheidt                     | Não indicado    |
| Gana                 | Azali                              | Azali                                                                        | Dagbani, Akan                      | Kwabena Gyansah                      | Não indicado    |
| Grécia               | When Tomatoes Met Wagner           | Όταν ο Βάγκνερ Συνάντησε τις Ντομάτες (Otan o Wagner Sinantise tis Ntomates) | Grego                              | Marianna Economou                    | Não indicado    |
| Honduras             | Blood, Passion and Coffee          | Café con Sabor a mi Tierra                                                   | Espanhol                           | Carlos Membreño                      | Não indicado    |
| Hong Kong            | The White Storm 2: Drug Lords      | 掃毒2天地對決 (So duk 2: Tin dei duei kuet)                                  | Cantonese                          | Herman Yau                           | Não indicado    |
| Hungria              | Those Who Remained                 | Akik maradtak                                                                | Húngaro                            | Barnabás Tóth                        | Pré-lista       |
| Islândia             | A White, White Day                 | Hvítur, Hvítur Dagur                                                         | Islandês                           | Hlynur Pálmason                      | Não indicado    |
| Índia                | Gully Boy                          | गली बॉय                                                                        | Hindi                              | Zoya Akhtar                          | Não indicado    |
| Indonésia            | Memories of My Body                | Kucumbu Tubuh Indahku                                                        | Indonésio                          | Garin Nugroho                        | Não indicado    |
| Irão                 | Finding Farideh                    | در جستجوی فریده                                                              | Persa, Holandês, Inglês            | Kourosh Ataee, Azadeh Moussavi       | Não indicado    |
| Irlanda              | Gaza                               | Gaza                                                                         | Árabe                              | Garry Keane, Andrew McConnell        | Não indicado    |
| Israel               | Incitement                         | ימים נוראים (Yamim Noraim)                                                   | Hebraico                           | Yaron Zilberman                      | Não indicado    |
| Itália               | The Traitor                        | Il traditore                                                                 | italiano                           | Marco Bellocchio                     | Não indicado    |
| Japão                | Weathering with You                | 天気の子 (Tenki no Ko)                                                       | Japonês                            | Makoto Shinkai                       | Não indicado    |
| Cazaquistão          | Casaque Khanate – Golden Throne    | қазақ хандығының алтын тесігі                                                | Casaque, Russo                     | Rustem Abdrashev                     | Não indicado    |
| Quênia               | Subira                             | Subira                                                                       | Inglês, Swahili                    | Ravneet Sippy Chadha                 | Não indicado    |
| Kosovo               | Zana                               | Zana                                                                         | Albanês                            | Antoneta Kastrati                    | Não indicado    |
| Quirguistão          | Aurora                             | Аврора                                                                       | Kyrgyz, Russo                      | Bekzat Pirmatov                      | Não indicado    |
| Letônia              | The Mover                          | Tēvs Nakts                                                                   | Letão, Russo, Alemão, Yiddish      | Dāvis Sīmanis Jr.                    | Não indicado    |
| Líbano               | 1982                               | 1982                                                                         | Árabe, Inglês                      | Oualid Mouaness                      | Não indicado    |
| Lituânia             | Bridges of Time                    | Laiko tiltai                                                                 | Estoniano, Letão, Lituano          | Kristine Briede, Audrius Stonys      | Não indicado    |
| Luxemburgo           | Tel Aviv on Fire                   | תל אביב על האש (Tel Aviv Al Ha'Esh)                                          | Hebraico, Árabe                    | Sameh Zoabi                          | Não indicado    |
| Malásia              | M for Malaiosia                    | M for Malaiosia                                                              | Malaio, Inglês                     | Dian Lee, Ineza Roussille            | Não indicado    |
| México               | The Chambermaid                    | La camarista                                                                 | Espanhol                           | Lila Avilés                          | Não indicado    |
| Mongólia             | The Steed                          | Хийморь                                                                      | Mongolian, Casaque, Chinese, Russo | Erdenebileg Ganbold                  | Não indicado    |
| Montenegro           | Neverending Past                   | Između dana i noći                                                           | Montenegrino                       | Andro Martinovic                     | Não indicado    |
| Marrocos             | Adam                               | آدم                                                                          | Árabe                              | Maryam Touzani                       | Não indicado    |
| Nepal                | Bulbul                             | बुलबुल                                                                         | Nepali                             | Binod Paudel                         | Não indicado    |
| Países Baixos        | Instinct                           | Instinct                                                                     | Holandês                           | Halina Reijn                         | Não indicado    |
| Nigéria              | Lionheart                          | Lionheart                                                                    | Inglês, Ibo                        | Genevieve Nnaji                      | Não qualificado |
| Macedônia do Norte   | Honeyland                          | Медена земја                                                                 | Turco, Macedônio, Bósnio           | Tamara Kotevska, Ljubomir Stefanov   | Indicado        |
| Noruega              | Out Stealing Horses                | Ut og stjæle hester                                                          | Norueguês, Sueco                   | Hans Petter Moland                   | Não indicado    |
| Paquistão            | Laal Kabootar                      | لال کبوتر                                                                    | Urdu                               | Kamal Khan                           | Não indicado    |
| Palestina            | It Must Be Heaven                  | It Must Be Heaven                                                            | Árabe, Inglês, Francês             | Elia Suleiman                        | Não indicado    |
| Panamá               | Everybody Changes                  | Todos Cambiamos                                                              | Espanhol                           | Arturo Montenegro                    | Não indicado    |
| Peru                 | Retablo                            | Retablo                                                                      | Quechua                            | Alvaro Delgado-Aparicio              | Não indicado    |
| Filipinas            | Verdict                            | Verdict                                                                      | Tagalog, Filipino, Inglês          | Raymund Ribay Gutierrez              | Não indicado    |
| Polónia              | Corpus Christi                     | Boże Ciało                                                                   | Polonês                            | Jan Komasa                           | Indicado        |
| Portugal             | The Domain                         | A Herdade                                                                    | Português                          | Tiago Guedes                         | Não indicado    |
| Roménia              | The Whistlers                      | La Gomera                                                                    | Romeno, Inglês, El Silbo           | Corneliu Porumboiu                   | Não indicado    |
| Rússia               | Beanpole                           | Дылда                                                                        | Russo                              | Kantemir Balagov                     | Pré-lista       |
| Arábia Saudita       | The Perfect Candidate              | المرشح المثالي                                                               | Árabe                              | Haifaa al-Mansour                    | Não indicado    |
| Senegal              | Atlantics                          | Atlantique                                                                   | uolofe, Francês, Inglês            | Mati Diop                            | Pré-lista       |
| Sérvia               | King Petar of Serbia               | Краљ Петар Први (Kralj Petar Prvi)                                           | Sérvio                             | Petar Ristovski                      | Não indicado    |
| Singapura            | A Land Imagined                    | 幻土 (Huan tu)                                                               | Chinês, Inglês, Bengali            | Yeo Siew Hua                         | Não indicado    |
| Eslováquia           | Let There Be Light                 | Nech je svetlo                                                               | Eslovaco                           | Marko Škop                           | Não indicado    |
| Eslovênia            | History of Love                    | Zgodovina ljubezni                                                           | Eslovêno, Inglês                   | Sonja Prosenc                        | Não indicado    |
| África do Sul        | Knuckle City                       | Knuckle City                                                                 | Xhosa                              | Jahmil X.T. Qubeka                   | Não indicado    |
| Coreia do Sul        | Parasite                           | 기생충 (Gisaengchung)                                                        | Coreano                            | Bong Joon-ho                         | Ganhou o Oscar  |
| Espanha              | Pain and Glory                     | Dolor y gloria                                                               | Espanhol                           | Pedro Almodóvar                      | Indicado        |
| Suécia               | And Then We Danced                 | And Then We Danced                                                           | Georgiano                          | Levan Akin                           | Não indicado    |
| Suíça                | The Awakening of Motti Wolkenbruch | Wolkenbruchs wunderliche Reise in die Arme einer Schickse                    | Alemão, Yiddish, Hebraico          | Michael Steiner                      | Não indicado    |
| Taiwan               | Dear Ex                            | 誰先愛上他的                                                                 | Mandarim taiwanês                  | Mag Hsu, Hsu Chih-yen                | Não indicado    |
| Tailândia            | Krasue: Inhuman Kiss               | แสงกระสือ (Sang Krasue)                                                       | Thai                               | Sitisiri Mongkolsiri                 | Não indicado    |
| Tunísia              | Dear Son                           | ولدي (Weldi)                                                                 | Árabe                              | Mohamed Ben Attia                    | Não indicado    |
| Turquia              | Commitment                         | Bağlılık Aslı                                                                | Turco                              | Semih Kaplanoğlu                     | Não indicado    |
| Ucrânia              | Homeward                           | Додому                                                                       | Crimean Tatar, Ukrainian           | Nariman Aliev                        | Não indicado    |
| Reino Unido          | The Boy Who Harnessed the Wind     | The Boy Who Harnessed the Wind                                               | Inglês, Chichewa                   | Chiwetel Ejiofor                     | Não indicado    |
| Uruguai              | The Moneychanger                   | Así habló el cambista                                                        | Espanhol                           | Federico Veiroj                      | Não indicado    |
| Uzbequistão          | Hot Bread                          | Issiq non                                                                    | Usbeque                            | Umid Khamdamov                       | Não indicado    |
| Venezuela            | Being Impossible                   | Yo, imposible                                                                | Espanhol                           | Patricia Ortega                      | Não indicado    |
| Vietname             | Furie                              | Hai Phượng                                                                   | Vietnamita                         | Lê Văn Kiệt                          | Não indicado    |